# Bouclans
Bouclans est une commune française située dans le département du Doubs, la région culturelle et historique de Franche-Comté et la région administrative Bourgogne-Franche-Comté.

## Géographie
Le village est établi au milieu de la première marche du premier plateau .

### Climat
Pour des articles plus généraux, voir Climat de la Bourgogne-Franche-Comté et Climat du Doubs.
En 2010, le climat de la commune est de type climat de montagne, selon une étude du Centre national de la recherche scientifique s'appuyant sur une série de données couvrant la période 1971-2000. En 2020, Météo-France publie une typologie des climats de la France métropolitaine dans laquelle la commune est dans une zone de transition entre le climat semi-continental et le climat de montagne et est dans la région climatique  Jura, caractérisée par une forte pluviométrie en toutes saisons (1 000 à 1 500 mm/an), des hivers rigoureux et un ensoleillement médiocre. 
Pour la période 1971-2000, la température annuelle moyenne est de 9,7 °C, avec une amplitude thermique annuelle de 17,1 °C. Le cumul annuel moyen de précipitations est de 1 233 mm, avec 13,4 jours de précipitations en janvier et 10,3 jours en juillet. Pour la période 1991-2020, la température moyenne annuelle observée sur la station météorologique de Météo-France la plus proche, « Pouligney », sur la commune de Pouligney-Lusans à 9 km à vol d'oiseau, est de 10,9 °C et le cumul annuel moyen de précipitations est de 1 214,6 mm. 
La température maximale relevée sur cette station est de 40 °C, atteinte le 25 juillet 2019 ; la température minimale est de −23 °C, atteinte le 20 décembre 2009,,. 
Les paramètres climatiques de la commune ont été estimés pour le milieu du siècle (2041-2070) selon différents scénarios d'émission de gaz à effet de serre à partir des nouvelles projections climatiques de référence DRIAS-2020. Ils sont consultables sur un site dédié publié par Météo-France en novembre 2022.

## Urbanisme

### Typologie
Au 1er janvier 2024, Bouclans est catégorisée bourg rural, selon la nouvelle grille communale de densité à 7 niveaux définie par l'Insee en 2022.
Elle est située hors unité urbaine. Par ailleurs la commune fait partie de l'aire d'attraction de Besançon, dont elle est une commune de la couronne,. Cette aire, qui regroupe 310 communes, est catégorisée dans les aires de 200 000 à moins de 700 000 habitants,.

## Histoire
Créée au 1er janvier 2018 par un arrêté du préfet du Doubs du 21 septembre 2017, elle regroupe les anciennes communes de Bouclans et Vauchamps.

## Politique et administration

### Conseil municipal
Jusqu'aux prochaines élections municipales de 2020, le conseil municipal de la nouvelle commune est constitué de tous les conseillers municipaux issus des conseils des anciennes communes. L'ancienne commune de Vauchamps est érigée en commune déléguée.
| Nom              | Code Insee | Code postal | Superficie (km2) | Population (dernière pop. légale) | Densité (hab./km2) | Modifier                                    |
| ---------------- | ---------- | ----------- | ---------------- | --------------------------------- | ------------------ | ------------------------------------------- |
| Bouclans (siège) | 25078      |             | 21,40            | 957 (2015)                        | 45                 | modifier les données · modifier les données |
| Vauchamps        | 25587      |             | 2,94             | 128 (2015)                        | 44                 | modifier les données · modifier les données |

### Liste des maires
| Période                                  | Période  | Identité        | Étiquette | Qualité |
| ---------------------------------------- | -------- | --------------- | --------- | ------- |
| mai 2020                                 | En cours | Martial Hirtzel |           |         |
| Les données manquantes sont à compléter. |          |                 |           |         |

## Démographie
L'évolution du nombre d'habitants est connue à travers les recensements de la population effectués dans la commune depuis sa création.

En 2022, la commune comptait 1 057 habitants.
| 2015  | 2020  | 2022  |
| ----- | ----- | ----- |
| 1 085 | 1 064 | 1 057 |

## Culture locale et patrimoine

### Lieux et monuments
- La mairie-école, édifiée en 1841 par l'architecte Clément fut achevée par Victor Baille, est inscrite aux monuments historiques par arrêté du 16 décembre 2005[16].
- L'église Saint-Léger au clocher comtois recèle plusieurs éléments recensés dans la base Palissy : bénitier, statue de Notre-Dame des étangs, 2 confessionnaux, dalle funéraire de Jean Lallemand.
- La chapelle Saint-Léger du cimetière dans laquelle se trouve une statuette de Saint-Léger recensée dans la base Palissy[17].

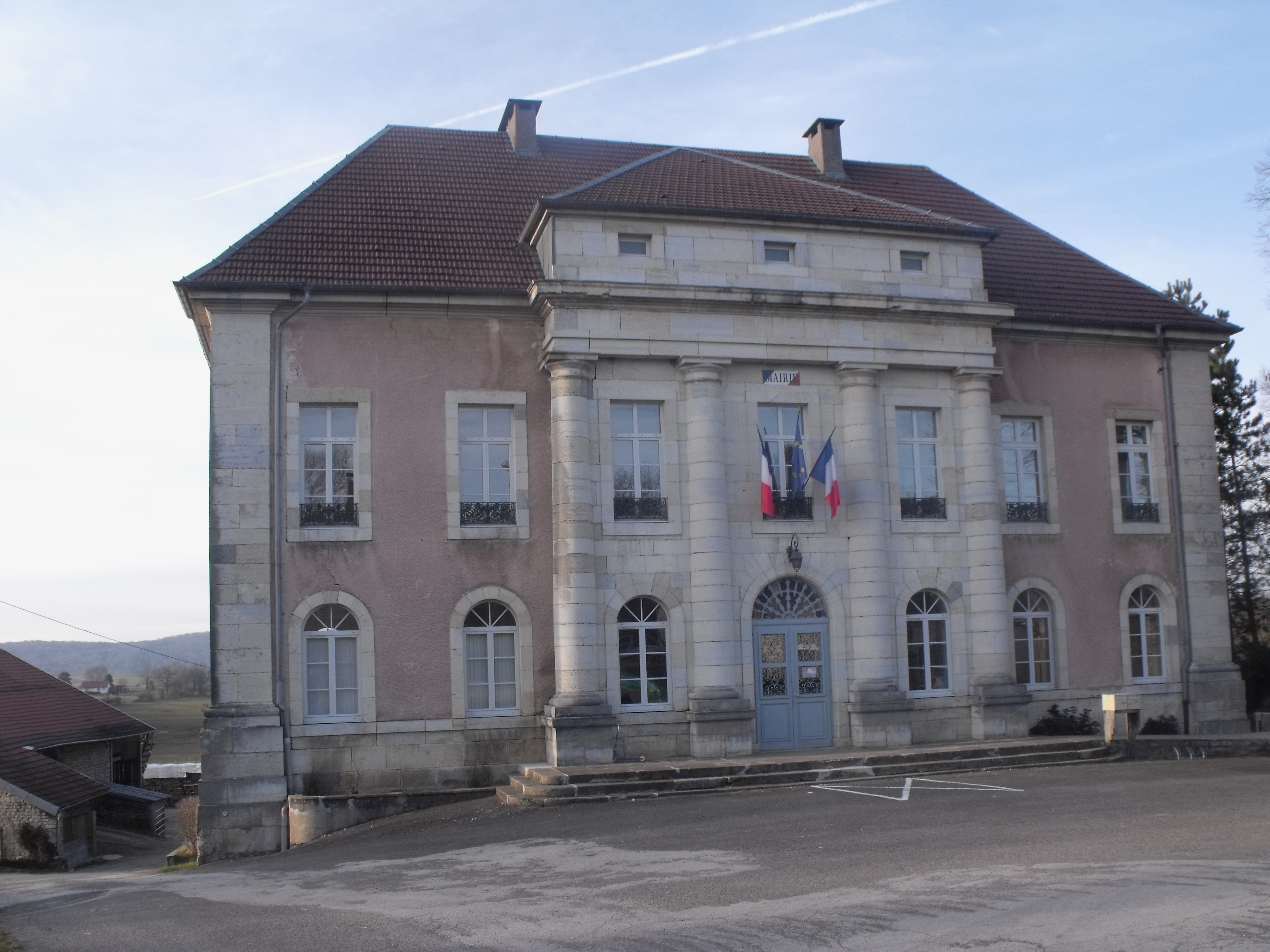
Mairie de Bouclans.
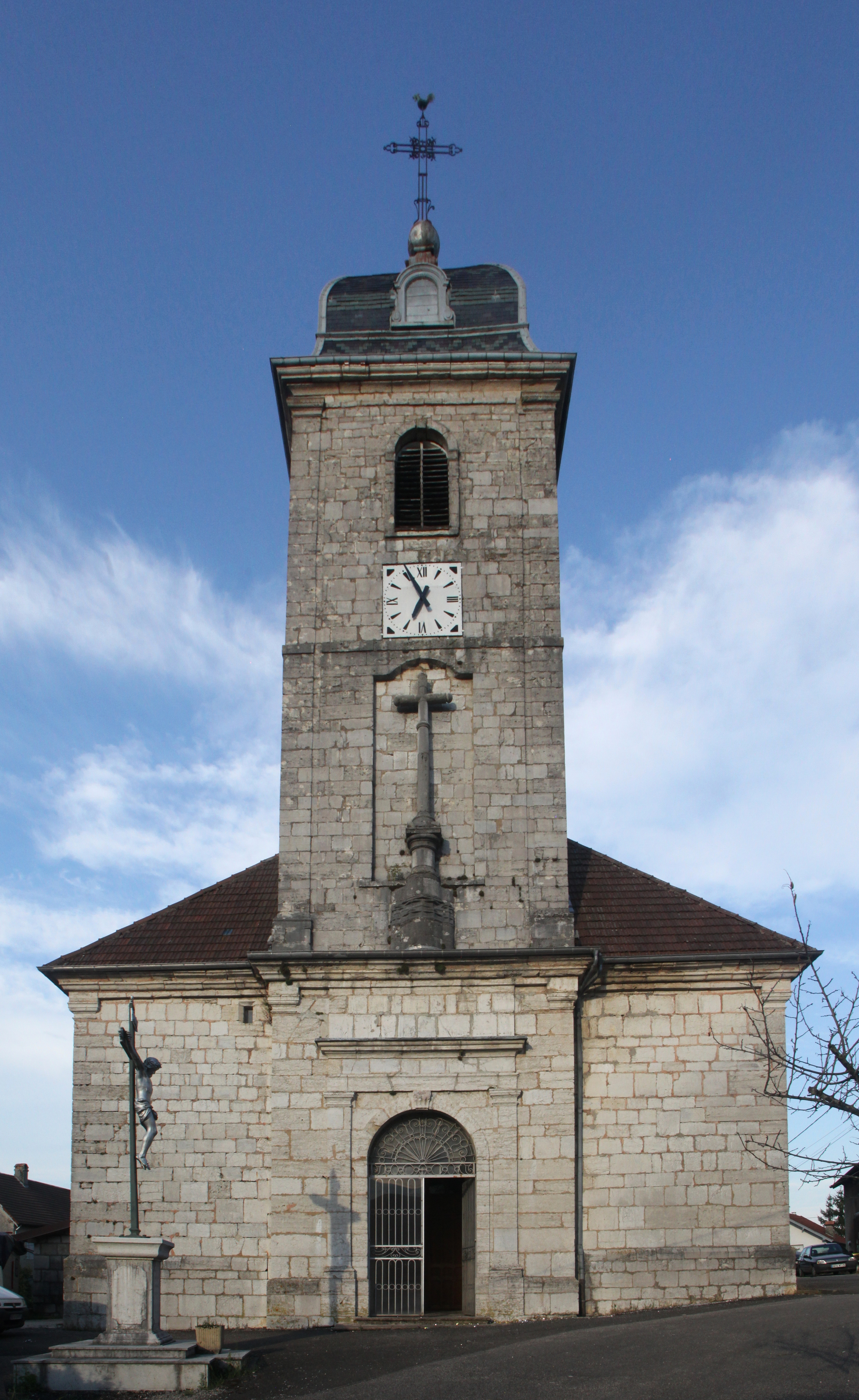
Église.
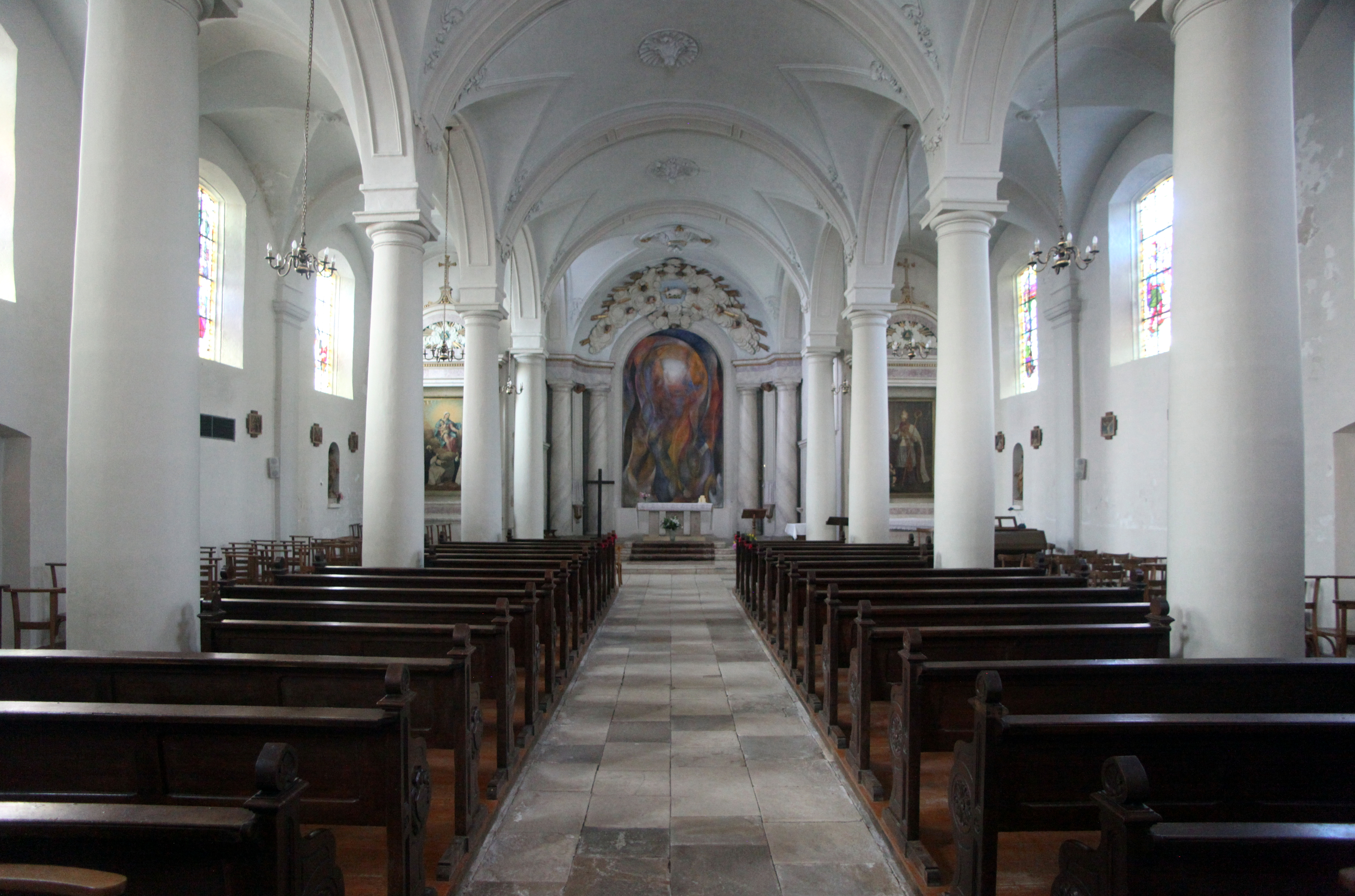
Intérieur de l'église.
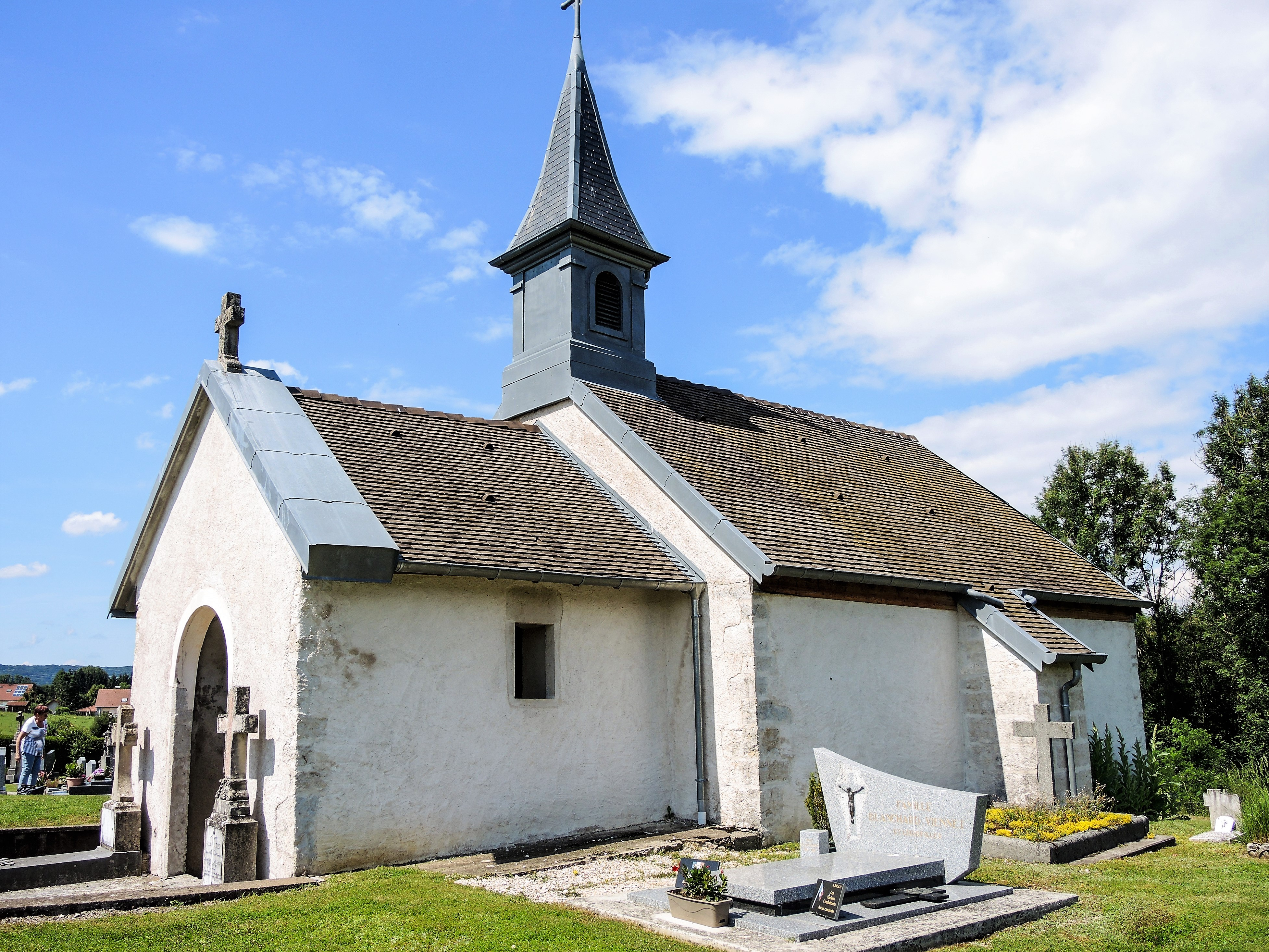
Chapelle Saint-Léger.

- Le château, construit au XIIIe siècle, dont il ne subsiste que les fortifications, une tour ronde et une grosse tour à 5 pans.
- Le château neuf édifié vers 1825 par l'architecte Pierre Marnotte (1797-1882).
- L'abreuvoir avec pédiluve de Vauchamps qui permettait aux vaches de boire tout en se lavant les pieds (aussi appelé guéoir).
- La source du Gour : c'est une résurgence qui donne naissance à un ruisseau qui termine son cours dans une perte au milieu du village de Champlive.

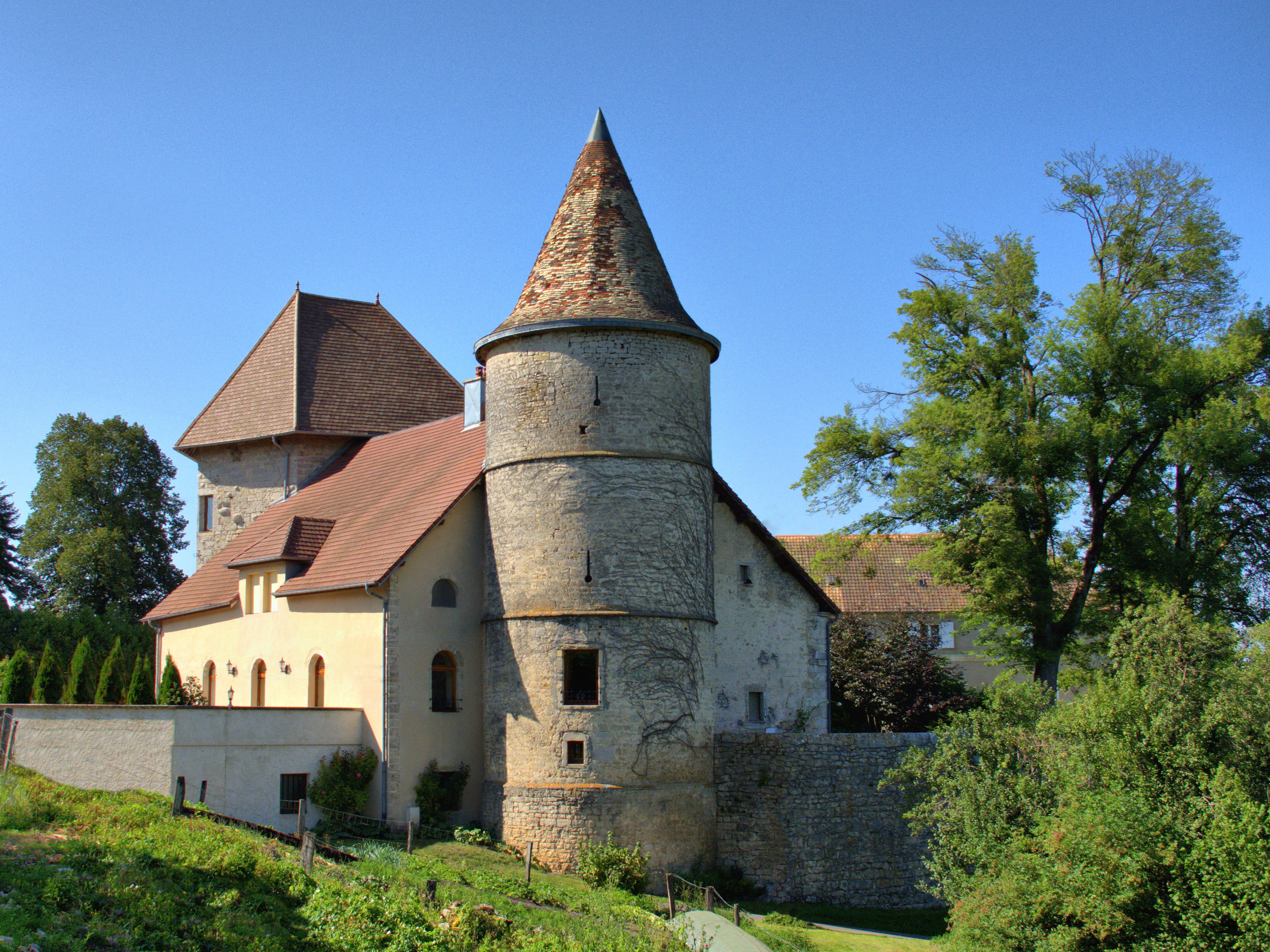
Ancien château.
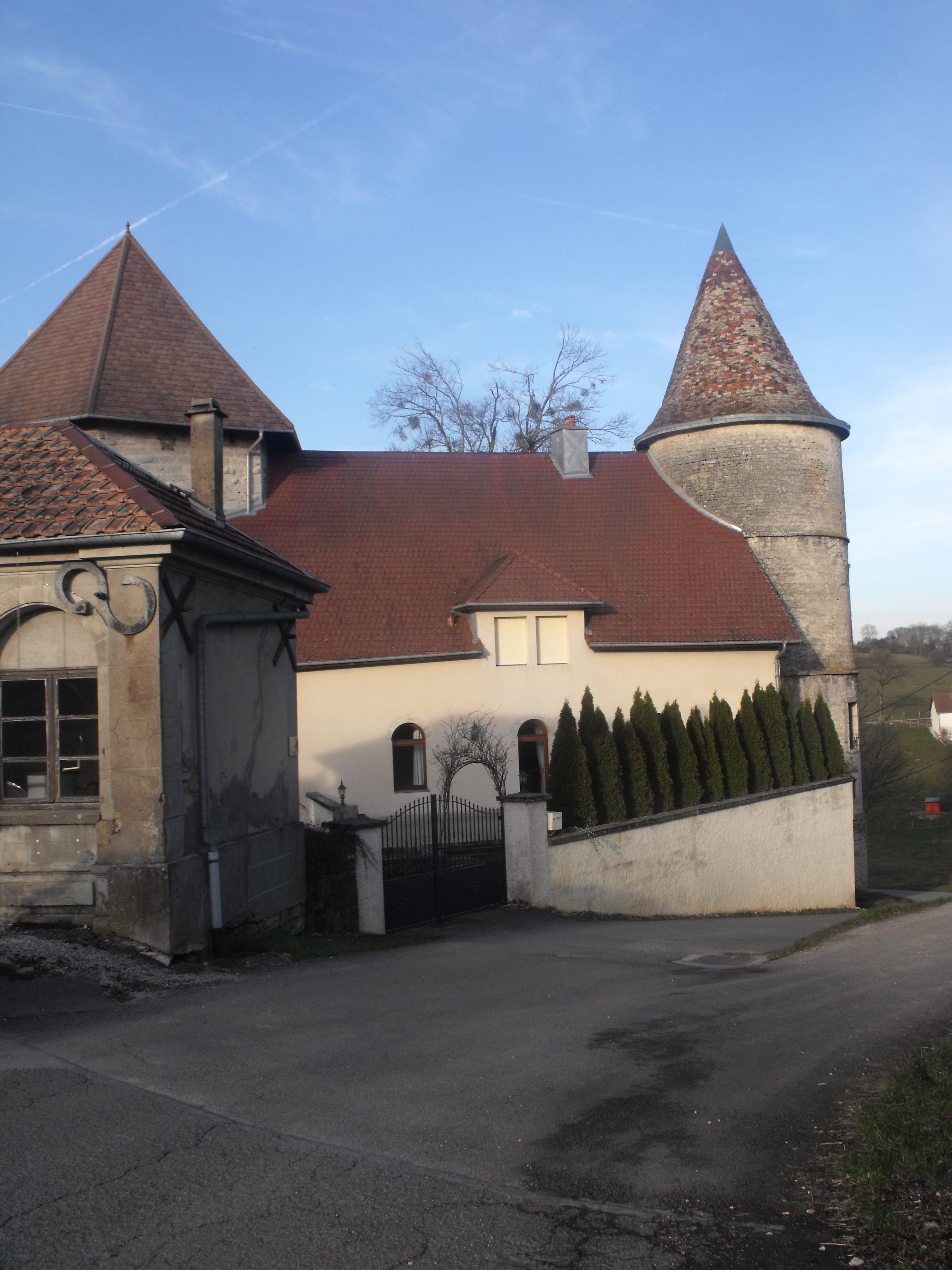
Ancien château.
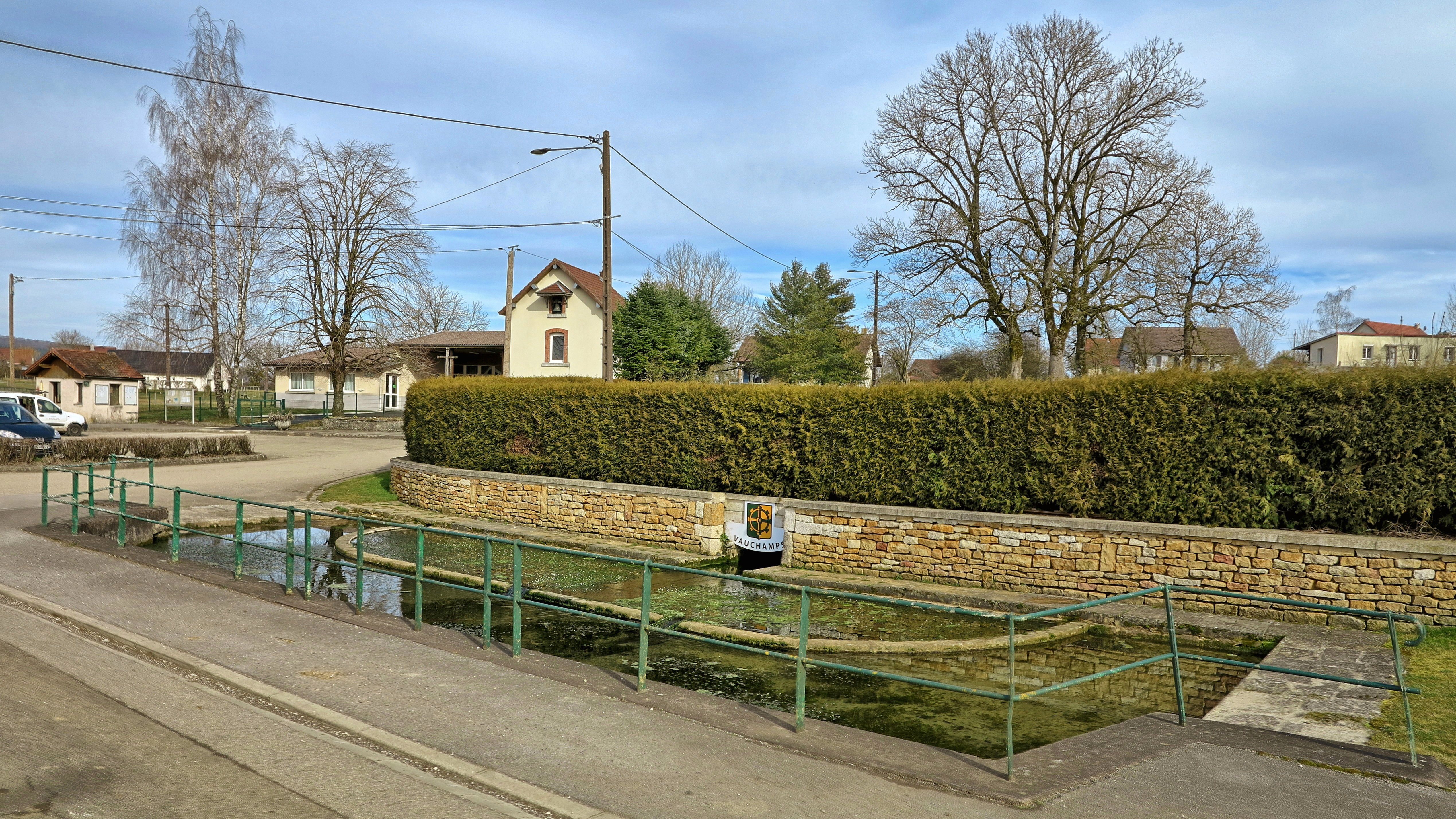
Abreuvoir-pédiluve de Vauchamps.
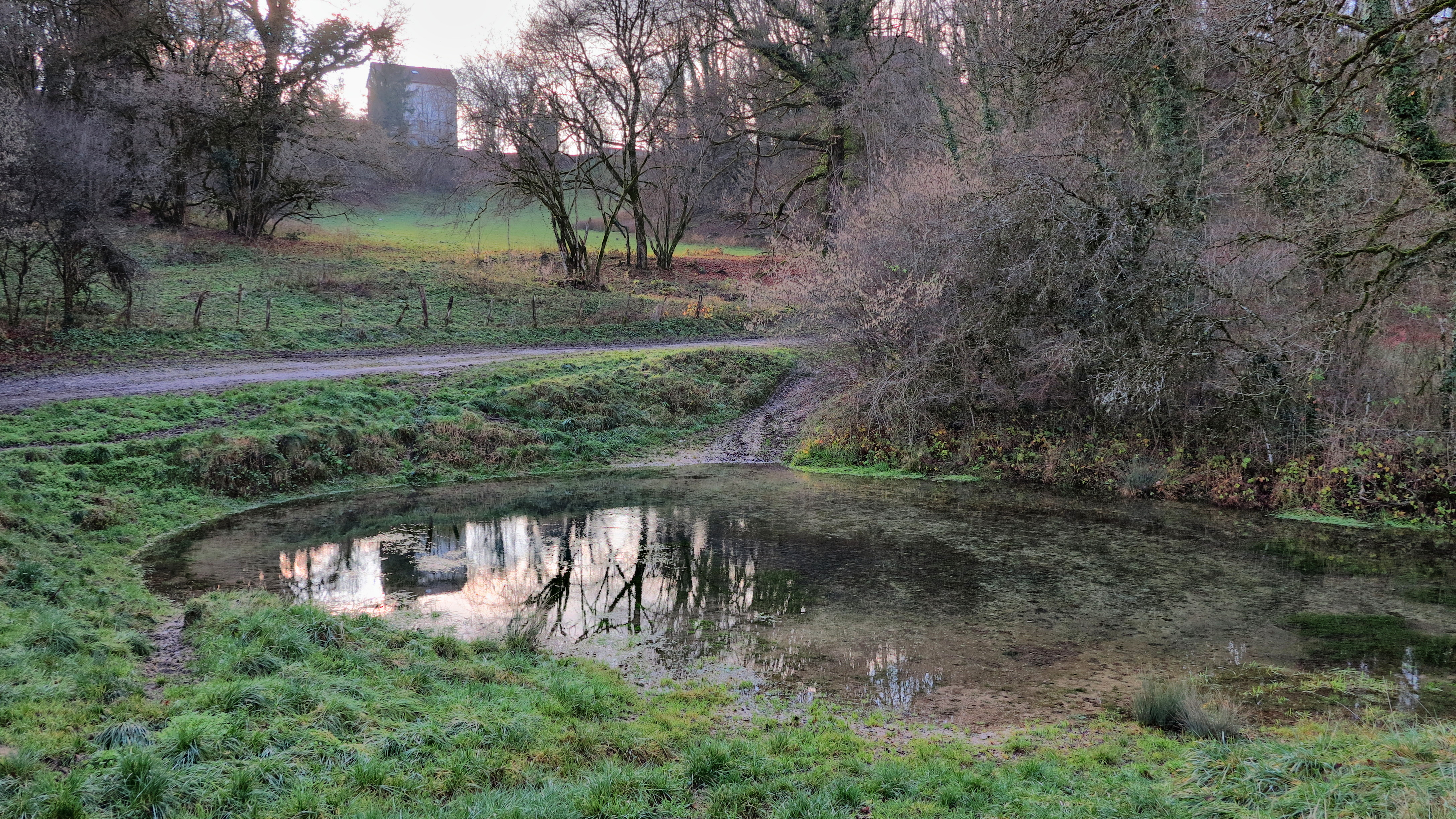
Source du Gour.
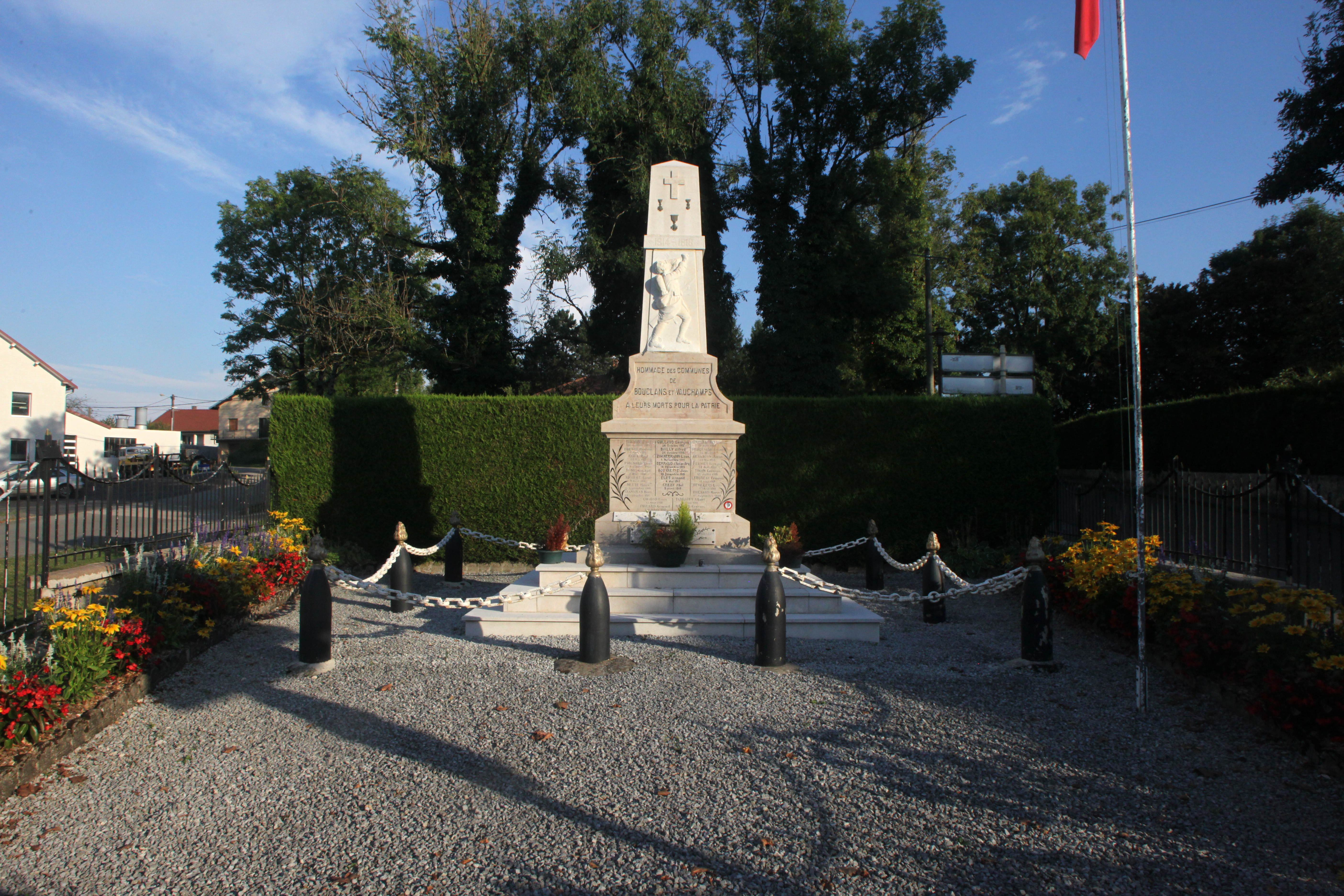
Monument aux morts.

### Personnalités liées à la commune
- Jean Lallemand (1470 -1560) diplomate, baron de Bouclans, propriétaire, entre autres, du château et repose sous un magnifique mausolée auprès de son épouse dans l'église Saint-Léger.
- Titouan Faivre (1997), auteur et illustrateur de Bande dessinée, réside dans la commune.